# Irving Thalberg
Irving Grant Thalberg (30. května 1899, New York – 4. září 1936, Santa Monica) byl americký filmový producent židovského původu. Třikrát získal za své filmy Oscara za nejlepší film: The Broadway Melody (1928–29), Grand Hotel (1931–32) a Mutiny on the Bounty (1935). Dalších deset jeho snímků bylo na tuto cenu nominováno (Romeo and Juliet, The Good Earth ad.) Od roku 1927 byla jeho manželkou herečka Norma Shearerová. Ke dvěma filmům napsal i scénář (The Trap, The Dangerous Little Demon). Měl přezdívku "krásný chlapec Hollywoodu". Byl předobrazem hlavního hrdiny románu Francise Scotta Fitzgeralda Poslední magnát.

## Filmografie
- Reputation (1921)
- Foolish Wives (1922)
- Merry-Go-Round (1923)
- The Hunchback of Notre Dame (1923)
- His Hour (1924)
- He Who Gets Slapped (1924)
- Greed (1924)
- The Unholy Three (1925)
- The Merry Widow (1925)
- The Tower of Lies (1925)
- The Big Parade (1925)
- Ben-Hur: A Tale of the Christ (1925)
- Torrent (1926)
- La Bohème (1926)
- Brown of Harvard (1926)
- The Road to Mandalay (1926)
- The Temptress (1926)
- Valencia (1926)
- Flesh and the Devil (1926)
- Twelve Miles Out (1927)
- The Student Prince in Old Heidelberg (1927)
- London After Midnight (1927)
- The Crowd (1928)
- Laugh, Clown, Laugh (1928)
- White Shadows in the South Seas (1928)
- Show People (1928)
- West of Zanzibar (1928)
- The Broadway Melody (1929)
- The Trial of Mary Dugan (1929)
- Voice of the City (1929)
- Where East Is East (1929)
- The Last of Mrs. Cheyney (1929)
- The Hollywood Revue of 1929 (1929)
- Hallelujah! (1929)
- His Glorious Night (1929)
- The Kiss (1929)
- Anna Christie (1930)
- Redemption (1930)
- The Divorcee (1930)
- The Rogue Song (1930)
- The Big House (1930)
- The Unholy Three (1930)
- Let Us Be Gay (1930)
- Billy the Kid (1930)
- Way for a Sailor (1930)
- A Lady's Morals (1930)
- Inspiration (1931)
- Trader Horn (1931)
- The Secret Six (1931)
- A Free Soul (1931)
- Just a Gigolo (1931)
- Menschen hinter Gittern (1931)
- The Sin of Madelon Claudet (1931)
- The Guardsman (1931)
- The Champ (1931)
- Possessed (1931)
- Private Lives (1931)
- Mata Hari (1931)
- Freaks (1932)
- Tarzan the Ape Man (1932)
- Grand Hotel (1932)
- Letty Lynton (1932)
- As You Desire Me (1932)
- Red-Headed Woman (1932)
- Smilin' Through (1932)
- Red Dust (1932)
- Rasputin and the Empress (1932)
- Strange Interlude (1932)
- Tugboat Annie (1933)
- Bombshell (1933)
- Eskimo (1933)
- La Veuve Joyeuse (1934)
- Riptide (1934)
- The Barretts of Wimpole Street (1934)
- The Merry Widow (1934)
- What Every Woman Knows (1934)
- Biography of a Bachelor Girl (1935)
- No More Ladies (1935)
- China Seas (1935)
- Mutiny on the Bounty (1935)
- A Night at the Opera (1935)
- Riffraff (1936)
- Romeo and Juliet (1936)
- Camille (1936)
- Maytime (1937)
- A Day at the Races (1937)
- Broadway Melody of 1938 (1937)
- The Good Earth (1937)
- Marie Antoinette (1938)